# J. Willard Gibbs
Josiah Willard Gibbs (engelska: [dʒoʊˈsaɪ.ə ˈwɪləɹd ɡɪbz]), född 11 februari 1839 i New Haven, Connecticut, död 28 april 1903 i New Haven, var en amerikansk teoretisk fysiker, kemist och matematiker som lade den teoretiska grunden till stora delar av den kemiska termodynamiken och andra delar av den fysikaliska kemin, samt uppfann vektoranalysen tillsammans med Oliver Heaviside. Hans mest kända artikel är On the Equilibrium of Heterogeneous Substances från 1876, som beskriver jämvikter mellan olika faser. Han tillbringade hela sin karriär vid Yale, som gav honom den första amerikanska doktorsgraden inom teknik.
1901 fick Gibbs Copleymedaljen av Royal Society för att vara "den förste att tillämpa termodynamikens andra huvudsats på den uttömmande diskussionen av förhållandet mellan kemisk och elektrisk energi samt värmeenergi och förmåga att utföra arbete." Detta sammanfattar Gibbs mest givande bidrag till naturvetenskaperna.

## Biografi

### Unga år

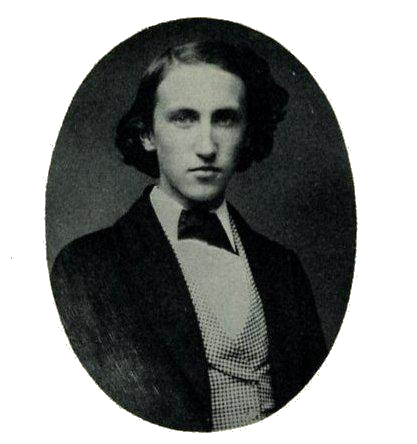
Willard Gibbs som student, cirka 1855

Släkten Gibbs hade ägnat sig åt vetenskapen sedan 1600-talet, och Gibbs var den sjunde akademikern i släkten. Hans far, som var professor i religiös litteratur vid Yale, är nu mest känd för sin insats till förmån för slavarna vid Amistad-rättegången. Trots att fadern, liksom fem andra i Gibbs släkt, också hette Josiah Willard kallas sonen aldrig "Junior". Gibbs morfar hade en litteraturexamen från Yale.
Efter att ha gått i Hopkins School skrev Gibbs in sig på Yale vid 15 års ålder. Han tog examen 1858 med goda betyg, och prisbelönades i matematik och latin.

### Tidig  akademisk karriär
1863 tilldelade Sheffield Scientific School vid Yale Gibbs den första amerikanska doktorsgraden med en avhandling om ett teknologiskt ämne  – kugghjul. Gibbs undervisade sedan vid Yale i tre år – två år i latin och ett år i naturfilosofi, en dåtida beteckning för fysik. Han reste till Europa för att studera 1866, där han tillbringade ett år vardera i Paris, Berlin och Heidelberg, där han influerades av Kirchhoff och Helmholtz. Vid denna tid var tyska forskare ledande inom kemi, termodynamik och teoretisk naturvetenskap i allmänhet. De tre åren i Europa var nästan den enda tid i sitt liv, som Gibbs skulle tillbringa utanför New Haven.

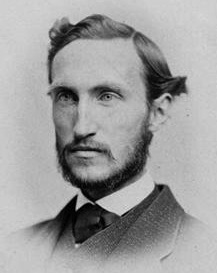
Gibbs under tiden då han undervisade vid Yale.

1869 återvände han till Yale, och utnämndes till professor i matematisk fysik 1871, den förste i sitt slag i USA. Han skulle behålla den till sin död. Eftersom Gibbs inte ännu hade publicerat någonting var tjänsten till en början obetald, något som  var vanligt i Tyskland och inte sällsynt i andra länder heller vid denna tid. Mellan 1876 och 1878 skrev Gibbs en serie artiklar med samlingsnamnet On the Equilibrium of Heterogeneous Substances ("Om heterogena ämnens jämvikt"), som numera räknas som ett av 1800-talets största naturvetenskapliga framsteg och en av fysikalkemins hörnstenar. I artiklarna tillämpade Gibbs termodynamiken för att tolka fysikalkemiska fenomen, och förklarade samhanget mellan vad som tidigare hade varit en mängd isolerade fakta.
Några viktiga ämnen som Gibbs tog upp i sina artiklar om heterogena jämvikter var:
- Relationen mellan kemisk potential och fri energi
- Begreppet statistisk ensemble, en hörnsten inom statistisk mekanik
- Gibbs fasregel

Gibbs skrev också om teoretisk termodynamik, och publicerade 1873 en artikel om geometrisk representation av termodynamiska storheter. James Clerk Maxwell inspirerades av artikeln att göra en gipsmodell som illustrerade Gibbs beskrivning, och som han sedan sände till Gibbs. Den finns idag vid Yale.

### Senare år
Johns Hopkins University i Baltimore erbjöd 1880 Gibbs en lön på 3 000 dollar för att övergå till dem. Yale svarade med att höja hans lön till 2 000 dollar, vilket var tillräckligt för att få honom att stanna i New Haven. Mellan 1880 och 1884 kombinerade Gibbs två matematiska idéer, William Rowan Hamiltons kvaternioner och Hermann Grassmanns yttre algebra, för att skapa vektoranalys, som oberoende av honom beskrevs av den brittiske fysikern och ingenjören Oliver Heaviside. Gibbs skapade vektoralgebran för att förtydliga och utveckla den matematiska fysiken.
Mellan 1882 och 1889 förfinade Gibbs vektoranalysen, skrev om optik och utvecklade en ny elektrisk teori om ljus. Han undvek medvetet att gå in på materiens struktur i sin teori (vilket sett i efterhand var ett bra beslut med tanke på den revolutionära utvecklingen inom partikelfysik och kvantmekanik runt hans död) och skapade en teori som var mer generell än någon annan då existerande teori om materien.
Efter 1889 arbetade han med statistisk mekanik och beskrev James Clerk Maxwells teorier matematiskt. Han skrev också läroböcker om statistisk mekanik, som Yale publicerade 1902. Han bidrog till kristallografi och tillämpade sina vektormetoder på beskrivningen av planeters och kometers banor.
Få saker är kända om Gibbs studenter, men han ska ha influerat ekonomen Irving Fisher starkt. Fisher fullbordade en doktorsexamen på Yale 1896.
Gibbs gifte sig aldrig, och levde hela sitt liv tillsammans med en syster och svåger. Han dog i New Haven och är begravd på Grove Street Cemetery på Yales campus.

## Vetenskapligt erkännande
Det tog lång tid innan Gibbs arbete nådde bredare kännedom, delvis för att Gibbs huvudsakligen publicerade sina artiklar i Transactions of the Connecticut Academy of Sciences, en vetenskaplig tidskrift som hans svåger var redaktör för. Den lästes inte mycket i USA och ännu mindre i Europa. Inledningsvis var det bara några få europeiska teoretiska fysiker och kemister som kände till Gibbs arbete, bland annat Maxwell. Det var först när Gibbs artiklar översattes till tyska (som då var det ledande kemispråket) av Wilhelm Ostwald 1892, och till franska av Henry Louis Le Chatelier 1899, som hans idéer spreds i större utsträckning i Europa. Teorin om Gibbs fasregel bekräftades experimentellt av Hendrik Bakhuis Roozeboom, som visade hur den kunde tillämpas i många situationer, vilket ledde till att den spreds.
Gibbs uppmärksammades än mindre i sitt hemland. Under hans livstid lade amerikanska sekundär- och högskolor större vikt vid humaniora än vid naturvetenskap, och få studenter intresserade sig för hans föreläsningar på Yale. (Den tonvikt på naturvetenskap som de tyska universiteten hade börjat tillämpa skulle först senare sprida sig till USA.)
1901 tilldelade Royal Society i London Gibbs Copleymedaljen, vilket visade på Gibbs internationella erkännande. Medaljen, som bara delas ut till en forskare om året, var den högsta tänkbara ärebetygelsen bland vetenskapsmän på den tiden.
1910 inrättade Chicagoavdelningen av American Chemical Society Willard Gibbs-priset.
1945 inrättade Yale University en lärostol, J. Willard Gibbs Professorship in Theoretical Chemistry, som fram till 1973 innehades av Lars Onsager, som fick Nobelpriset i kemi 1968. Utnämningen var passande, eftersom Onsager, liksom Gibbs, främst sysslade med att tillämpa nya matematiska idéer på problem inom fysikalisk kemi, speciellt statistisk mekanik. Yale har också uppkallat J. W. Gibbs Laboratory och J. Willard Gibbs Assistant Professorship in Mathematics efter Gibbs.

## Artikelursprung
Den här artikeln är helt eller delvis baserad på material från engelskspråkiga Wikipedia.